# Duboisia santeng
L'antilope di Dubois (Duboisia santeng) è un mammifero artiodattilo estinto, appartenente ai bovidi. Visse nel Pleistocene inferiore e medio (circa 800.000 - 500.000 anni fa) e i suoi resti fossili sono stati ritrovati in Asia (Giava e Malaysia).

## Descrizione
I resti fossili di questo animale permettono di ricostruire un bovide di piccole dimensioni, certamente inferiori a quelle degli altri bovidi del Pleistocene inferiore di Giava (come Bubalus palaeokerabau e Bibos palaeosondaicus).
Duboisia possedeva due corna piuttosto piatte che si proiettavano all'indietro e all'infuori, per poi incurvarsi e proiettarsi verticalmente verso l'alto. Le corna non erano molto lunghe, e generalmente non superavano i 5 centimetri di lunghezza. In generale, l'aspetto di questo animale doveva essere vagamente simile a quello dell'attuale nilgau (Boselaphus tragocamelus), ma la corporatura doveva essere molto più snella. 

## Classificazione
Duboisia è stato descritto per la prima volta nel 1891 da Dubois, sulla base di fossili ritrovati a Giava; lo studioso descrisse i resti con il nome di Anoa santeng, attribuendolo erroneamente al genere attuale Anoa (in realtà un bovino nano). Successivamente, la specie Anoa santeng venne riconosciuta come appartenente a un genere a sé stante, che venne denominato Duboisia da Stremme nel 1911. Duboisia santeng è stato variamente attribuito anche ai generi Bos e Capra, ma attualmente è riconosciuto come genere e specie valida, affine al gruppo dei boselafini (attualmente rappresentati dal già citato nilgau e dall'antilope quadricorne), tipici dell'India. Un'altra specie attribuita con qualche dubbio al genere Duboisia è D. sartonoi, descritta da Geraads nel 1979 sulla base di fossili provenienti da Giava. Altri fossili ritrovati in Malesia sono stati attribuiti a D. santeng.

## Paleobiologia
Il grado di ipsodontia (altezza dei molari) di Duboisia santeng fa ipotizzare che questo animale fosse un brucatore di erba, in modo simile agli attuali nilgau. La piccola taglia fa ipotizzare che Duboisia fosse un tipico esempio di nanismo insulare, benché siano stati ritrovati i fossili di questa specie anche sulla penisola malese (Rozzi et al., 2013). Sulla base della morfologia del femore, si suppone che Duboisia fosse adattato a un ambiente di tipo forestale (Rozzi e Palombo, 2013).